# Regeringspaleis van Helsinki
Het regeringspaleis (Fins:Valtioneuvoston linna, Zweeds: Statsrådsborgen) is een gebouw aan het Senaatplein in de Finse hoofdstad Helsinki.
De bouw van het regeringspaleis begon in 1818 en was in handen van stadsarchitect Carl Ludvig Engel. In 1822 werd het in gebruik genomen door de senaat van het Grootvorstendom Finland. In 1904 werd Nikolaj Bobrikov in het paleis doodgeschoten door Eugen Schauman. Tegenwoordig bevinden zich hier overheidskantoren waaronder het kantoor van de premier van Finland.